# Grande Bilbau

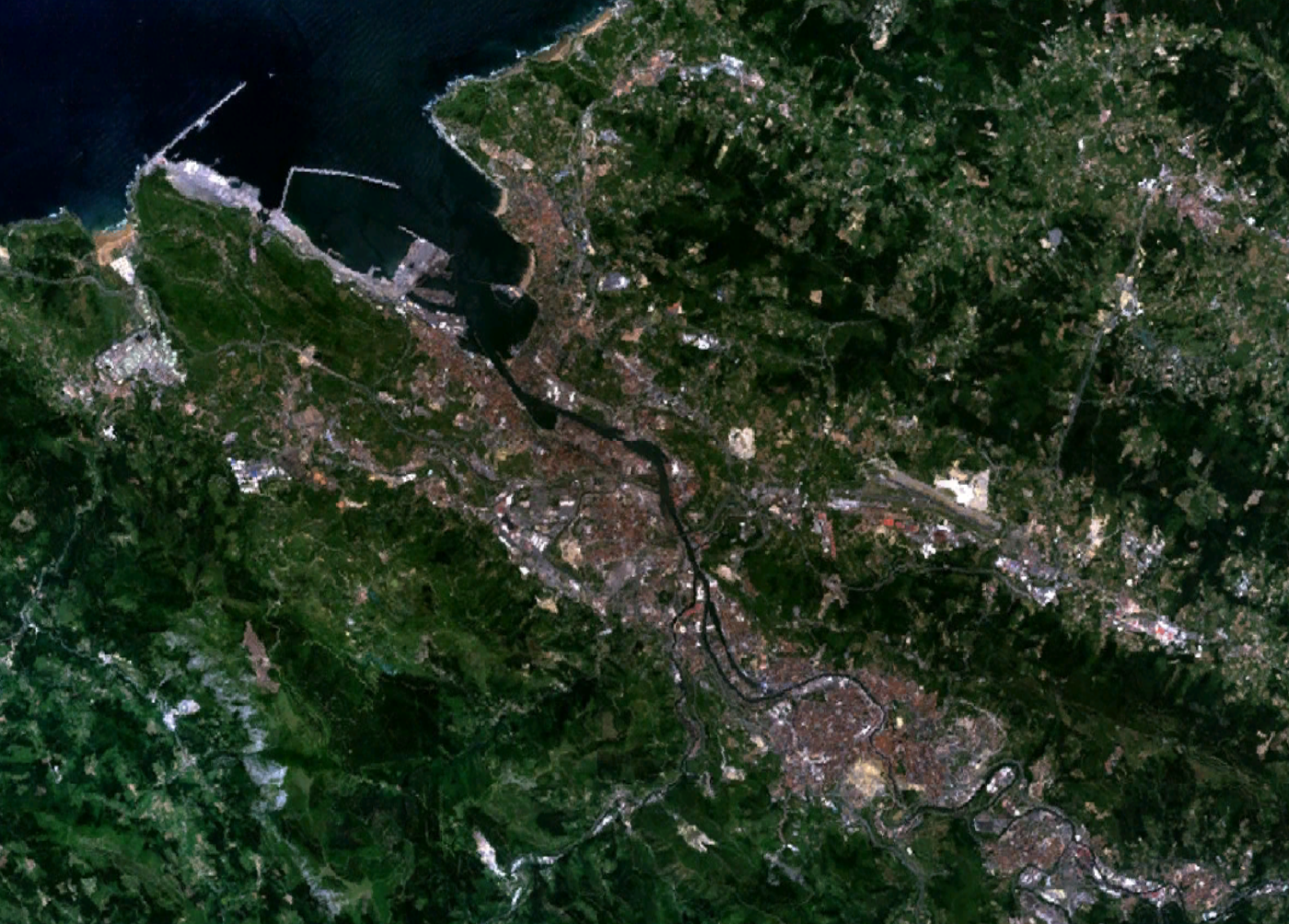
Grande Bilbao em cores reais, obtida por satélite Landsat da NASA.

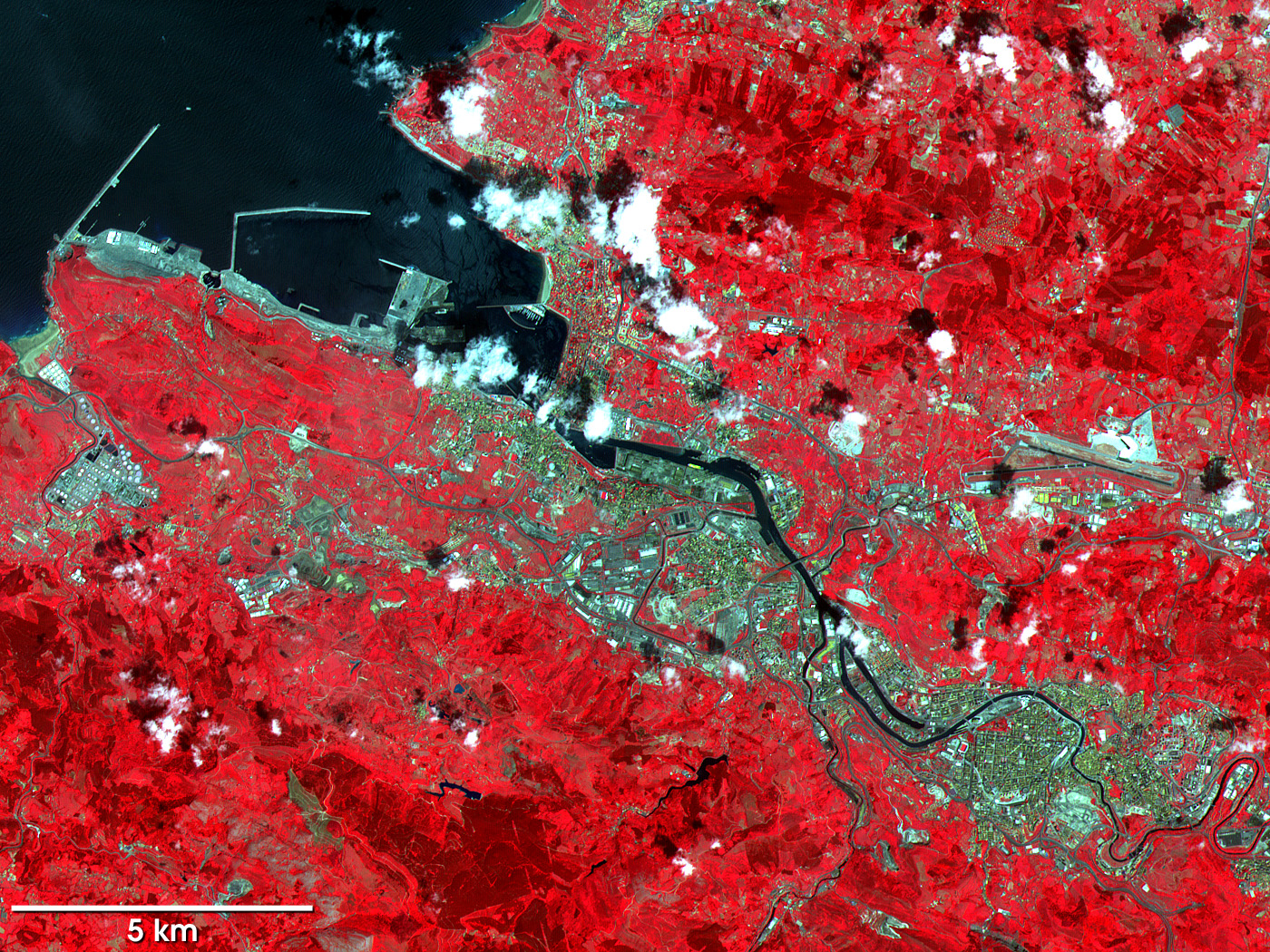
Imagem infravermelha obtida em 5 de Julho de 2000 pelo sensor ASTER, satélite da NASA na órbita da Terra. As áreas em vermelho são de vegetação, em azul marinho estão representadas as águas, em branco as nuvens, suas sombras podem ser claramente vistas e os pixels em verde denotam as áreas densamente urbanizadas, ao lado do Rio Nervión. Fonte: Earth Observatory (NASA).

Grande Bilbao (em basco: Bilbo Handia; em castelhano: Gran Bilbao) é uma área metropolitana da Biscaia, Espanha. É também chamada de Bilbao Metropolitano e é constituído por várias municípios ao longo do Rio Nervión, terminando em sua foz. O crescimento desses municípios tornou-os, fisicamente unidos como uma única cidade (ver conurbação) e mais algumas cidades-satélite.

## Geografia
É a quinta área metropolitana mais populosa da Espanha, com mais de 900 000 habitantes, compondo grande parte dos 1 100 000 habitantes da província da Biscaia (a cidade de Bilbao possui 353 000) e quase metade da população do País Basco. As municipalidade da região, como definido pelas Diretrizes Territoriais do País Basco, são: Abanto Zierbena, Alonsotegi, Arrankudiaga, Arrigorriaga, Barakaldo, Barrika, Basauri, Berango, Bilbao, Derio, Etxebarri, Erandio, Galdakao, Getxo, Górliz, Larrabetzu, Leioa, Lemoiz, Lezama, Loiu, Muskiz, Ortuella, Plentzia, Portugalete, Santurtzi, Sestao, Sondika, Sopelana, Ugao-Miraballes, Urduliz, Valle de Trápaga-Trapagaran, Zamudio, Zaratamo e Zeberio.
Por causa do tamanho limitado da Biscaia, que é a segunda menor província da Espanha, algumas cidades que fazem parte de outras regiões podem ser consideradas integrantes da área metropolitana como cidades-satélite, por causa da intensa dependência no transporte, comércio e lazer. Essas cidades são: Mungia, Lemoa, Amorebieta, Durango na Biscaia; Laudio em Álava e Castro Urdiales na Cantábria.